# Kikigogo
Kikigogo är en ort i Burkina Faso.   Den ligger i regionen Centre-Ouest, i den centrala delen av landet, 90 km väster om huvudstaden Ouagadougou. Kikigogo ligger 276 meter över havet och antalet invånare är 389.
Terrängen runt Kikigogo är platt. Runt Kikigogo är det ganska tätbefolkat, med 239 invånare per kvadratkilometer.. Närmaste större samhälle är Koudougou, 14,5 km söder om Kikigogo.
Omgivningarna runt Kikigogo är en mosaik av jordbruksmark och naturlig växtlighet.